# Centrale de Huizhou
La centrale hydroélectrique de Huizhou est une centrale hydroélectrique de pompage près de Huizhou dans la province de Guangdong en Chine, dont la puissance de 2 448 MW la classe au premier rang parmi les centrales de pompage-turbinage de Chine et au 2e rang mondial après celle de Bath County aux États-Unis.
La centrale est située dans le Delta de la rivière des Perles.

## Historique
Les premiers groupes ont été mis en marche de 2007 à 2008, et la centrale a été définitivement mise en service le 15 juin 2011.

## Entité propriétaire
La centrale a été construite par China Southern Power Grid Co., Ltd.

## Caractéristiques techniques des réservoirs
La centrale est alimentée en eau par un réservoir supérieur qui est retenu par deux barrages : le barrage principal est un barrage de béton sec haut de 56 m et long de 156 m ; le second barrage, de même technique, est haut de 14 m et long de 133 m.
L'eau du réservoir supérieur est transférée via les conduites forcées à la centrale, située à 420 m sous terre, où elle produit l'électricité, puis est déversée dans le réservoir inférieur,, qui est retenu par un barrage RCC, haut de 61 m et long de 420 m.
L'eau peut ensuite être pompée par les turbines/pompes vers le réservoir supérieur pour réutilisation.

## Centrale électrique
La centrale souterraine est constituée d'une caverne de 152 m × 21,5 m × 49,4 m, équipée de 8 turbines-pompes de 306 MW chacune ; la puissance installée totale est donc de 2 448 MW.